# MS Zenobia

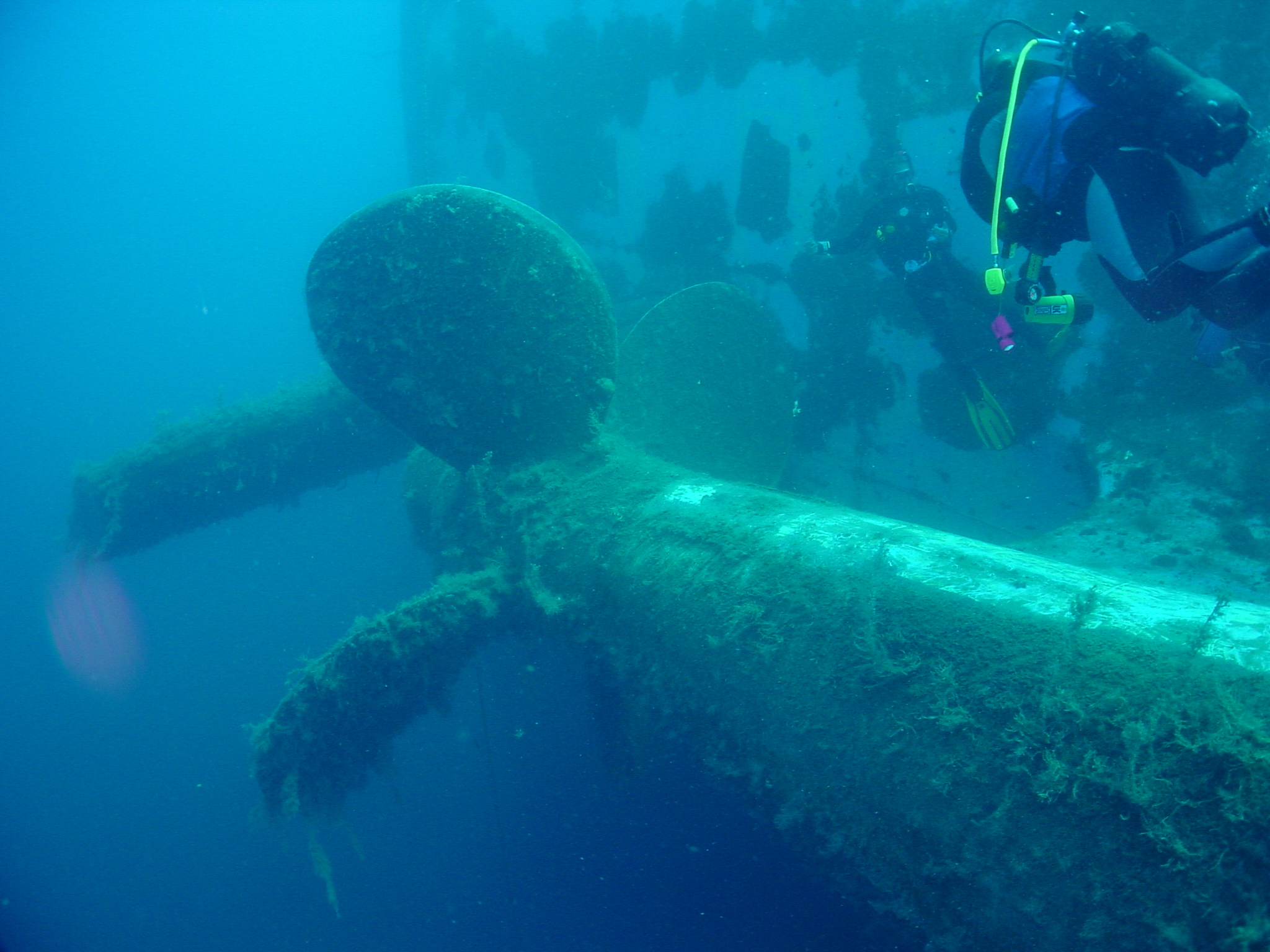
Elicea epavei MS Zenobia

MS Zenobia a fost un navă RO-RO de 10 000 tdw, construită la șantierul naval „Kockums Varv AB”, Suedia. A fost lansată la apă în 1979 și s-a scufundat doar câteva luni mai târziu. Zenobia are două nave surori, MS SeaFrance Cézanne și MS Stena Fantasia.
Nava s-a scufundat la ora 02:30 AM la 7 iunie 1980 în Marea Mediterană în largul portului Larnaca, Cipru, în timpul călătoriei de inaugurare de la Malmö, Suedia spre Siria, cu o încărcătură de camioane cu marfă. Toți cei 140 de pasageri și membrii echipajului au fost salvați cu excepția încărcăturii în valoare de peste 200 milioane ₤, care a inclus mai mult de 100 camioane cu mărfuri (utilaje industriale, cherestea, cosmetice, jucării, vopsele, alcool). Se pare că motivul scufundării ar fi fost o defecțiune a calculatoarelor și sistemului de operare care controlează flotabilitatea tancurilor de balast. 
Epava Zenobia se află la aproximativ 0,5 Mm de portul Larnaca, la 42 m adâncime, înclinată pe babord (GPS: 34° 53,5´´N/33° 39,1´´E). Dimensiunile impresionante ale navei, 178 m lungime și 28 m lățime, o fac extrem de atractivă pentru scufundări. 